# Пропищан, София Наумовна
Софи́я Нау́мовна Пропища́н (2 ноября 1950, Кишинёв, Молдавская ССР — 13 февраля 2024, Нижний Новгород, Россия) — советская и российская скрипачка, музыкальный педагог, профессор и заведующая кафедрой струнно-смычковых инструментов Нижегородской государственной консерватории им. М. И. Глинки. Заслуженная артистка России (1993).

## Биография
Родилась 2 ноября 1950 года в Кишинёве в семье скрипача Наума Григорьевича Пропищана и пианистки Гиты Борисовны Страхилевич. Окончила Кишинёвскую специальную среднюю музыкальную школу-десятилетку имени Е. Коки, а в 1969 году — Московскую государственную консерваторию имени П. И. Чайковского по классу скрипки Г. В. Бариновой и по классу квартета Р. Д. Дубинского.
В 1969—1972 годах работала в квартетах Калининской областной филармонии и Молдавского комитета по телерадиовещанию, затем обучалась в аспирантуре при Горьковской государственной консерватории имени М. И. Глинки у профессора С. Л. Ярошевича, работала в квартете нижегородского отделения Союза композиторов и в квартете имени С. С. Прокофьева. В 1975 году стала лауреатом квартетного конкурса фестиваля «Пражская весна».
В 1990—2003 годах — художественный руководитель нижегородского ансамбля солистов «София», с 2003 года — камерного ансамбля старинной музыки «Artis», выступала с ансамблем «Солисты Нижнего Новгорода».
Скончалась 13 февраля 2024 года в Нижнем Новгороде на 74-м году жизни.

## Публикации
- С. Н. Пропищан. У рояля — Гита Страхилевич. Просветитель, музыкант, пианистка, мама ... М.: Буки Веди, 2014. — 160 с. — ISBN 978—5—4465—0384—1